# Adicella aglae
Adicella aglae är en nattsländeart som beskrevs av Schmid 1994. Adicella aglae ingår i släktet Adicella och familjen långhornssländor. Inga underarter finns listade i Catalogue of Life.